# Liste der Gedenktafeln in Berlin-Schmargendorf
Die Liste der Gedenktafeln in Berlin-Schmargendorf enthält die Namen, Standorte und, soweit bekannt, das Datum der Enthüllung von Gedenktafeln.
Die Liste ist nicht vollständig.

## Schmargendorf
| Bild | Name                             | Standort                   | Datum der Enthüllung |
| ---- | -------------------------------- | -------------------------- | -------------------- |
|      | 1. Deutsche Fußballmeisterschaft | Forckenbeckstraße 14a      |                      |
|      | Emil Bernhard Cohn               | Franzensbader Straße 9     |                      |
|      | Diabas-Stein                     | Berkaer Platz              |                      |
|      | Diabas-Stein                     | Berkaer Platz              |                      |
|      | Horst Dohm                       | Fritz-Wildung-Straße 9     |                      |
|      | Eisstadion Wilmersdorf           | Fritz-Wildung-Straße 9     |                      |
|      | Heinrich Evert                   | Fritz-Wildung-Straße 9     |                      |
|      | Goldschmidt Schule               | Hohenzollerndamm 110a      |                      |
|      | Alexander Granach                | Heiligendammer Straße 17a  |                      |
|      | Gymnasium zum Grauen Kloster     | Salzbrunner Straße 41      |                      |
|      | Betty Hirsch                     | Betty-Hirsch-Platz         |                      |
|      | Jüdisches Altenheim              | Berkaer Straße 31          |                      |
|      | Horst Käsler                     | Fritz-Wildung-Straße 9     |                      |
|      | Theo Mackeben                    | Kissinger Straße 60        |                      |
|      | Harald Mellerowicz               | Forckenbeckstraße 20       |                      |
|      | Marie Munk                       | Auguste-Viktoria-Straße 64 |                      |
|      | Harald Philipp                   | Kudowastraße 15            |                      |
|      | Sandor Rado                      | Ilmenauer Straße 2         |                      |
|      | Rathaus Schmargendorf            | Berkaer Platz 1            |                      |
|      | Theodor Reik                     | Reichenhaller Straße 1     |                      |
|      | Rainer Maria Rilke               | Hundekehlestraße 11        |                      |
|      | Adam Stegerwald                  | Zoppoter Straße 62         |                      |
|      | Synagoge Grunewald               | Franzensbader Straße 9     |                      |
|      | Synagoge Grunewald               | Franzensbader Straße 7     |                      |
|      | Kurt Weiß                        | Franzensbader Straße 16    |                      |
|      | Harri Wuttke                     | Fritz-Wildung-Straße 9     |                      |